# Liste der Monuments historiques in Brixey-aux-Chanoines
Die Liste der Monuments historiques in Brixey-aux-Chanoines führt die Monuments historiques in der französischen Gemeinde Brixey-aux-Chanoines auf.

## Liste der Objekte
| Bezeichnung                 | Beschreibung                                       | Standort                                       | Kennzeichnung | Schutzstatus | Datum | Bild |
| --------------------------- | -------------------------------------------------- | ---------------------------------------------- | ------------- | ------------ | ----- | ---- |
| Weihwasserbecken            | Stein, 17. Jahrhundert                             | in der Kirche Ste-Marie-Madeleine (Lage)       | PM55000137    | Classé       | 1913  |      |
| Skulptur Heilige Magdalena  | Stein, farbig gefasst, 16. Jahrhundert             | außen an der Kirche Ste-Marie-Madeleine (Lage) | PM55000135    | Classé       | 1913  |      |
| Uhrwerk                     | aus dem 18. Jahrhundert; in der Mairie aufgestellt | in der Kirche Ste-Marie-Madeleine (Lage)       | PM55001317    | Classé       | 2000  |      |
| Skulptur Heilige Margarethe | Stein, 17. Jahrhundert                             | außen an der Kirche Ste-Marie-Madeleine (Lage) | PM55000136    | Classé       | 1913  |      |